# Donald O'Connor
Donald O'Connor (Chicago, 28 augustus 1925 – Calabasas, 27 september 2003) was een Amerikaanse zanger, danser en acteur die bekend werd door zijn optreden in een aantal films naast Francis, de pratende muilezel. Het bekendst is hij echter geworden door zijn optreden in de filmmusical Singin' in the Rain.
O'Connor werd geboren als zoon van Ierse immigranten die optraden in vaudevilleshows, de Engelse tegenhanger van revue. Als baby was hij samen met zijn zuster betrokken bij een verkeersongeluk, dat haar het leven kostte. Zijn vader overleed een paar weken daarna door een hartaanval. Niettemin werd hij bekend als komisch acteur en zanger-danser. Door zijn jongensachtige uiterlijk viel hem nooit een romantische hoofdrol ten deel, behalve wanneer hij naast grotere sterren stond, zoals Ethel Merman (in Call Me Madam) of Bing Crosby (met wie hij optrad in zijn eerste film op 7-jarige leeftijd).
Hij bouwde een eigen Hollywoodcarrière op in de jaren dertig, waarbij hij een opmerkelijke rol speelde in (en als) Beau Geste. Gedurende de Tweede Wereldoorlog werd hij herontdekt als ster in verschillende muziekfilms.
Toen de hoogtijdagen van de filmmusical ten einde liepen, keerde O'Connor terug naar het toneel en had hij een kortdurende televisieserie in de jaren zestig.
Nadat hij in de jaren zeventig een drankprobleem overwonnen had, ging hij door met film- en televisieoptredens tot in de jaren negentig.
Hij liet een vrouw (Gloria) en vier kinderen na.

## Films
- 1937 - It Can't Last Forever
- 1938 - Men with Wings
- 1938 - Sing You Sinners
- 1938 - Sons of the Legion
- 1938 - Tom Sawyer, Detective
- 1939 - Boy Trouble
- 1939 - Unmarried
- 1939 - Million Dollar Legs
- 1939 - Beau Geste
- 1939 - Death of a Champion
- 1939 - On Your Toes
- 1939 - Night Work
- 1942 - What's Cookin'?
- 1942 - Private Buckaroo
- 1942 - Give Out, Sisters
- 1942 - Get Hep to Love
- 1942 - When Johnny Comes Marching Home
- 1943 - It Comes Up Love
- 1943 - Mister Big
- 1943 - Top Man
- 1944 - Chip Off the Old Block
- 1944 - This Is the Life
- 1944 - The Merry Monahans
- 1944 - Bowery to Broadway
- 1945 - Patrick the Great
- 1947 - Something in the Wind
- 1948 - Are You with It?
- 1948 - Feudin', Fussin' and A-Fightin
- 1949 - Yes Sir That's My Baby
- 1950 - Francis (1950) - (eerste van de 'pratende muilezel' films)
- 1950 - Curtain Call at Cactus Creek
- 1950 - The Milkman
- 1951 - Double Crossbones
- 1951 - Francis Goes to the Races
- 1952 - Singin' in the Rain
- 1952 - Francis Goes to West Point
- 1953 - I Love Melvin
- 1953 - Call Me Madam
- 1953 - Francis Covers the Big Town
- 1953 - Walking My Baby Back Home
- 1954 - Francis Joins the WACS
- 1954 - There's No Business Like Showbusiness
- 1955 - Francis in the Navy
- 1956 - Anything Goes
- 1957 - The Buster Keaton Story
- 1961 - Cry for Happy
- 1961 - Le Meraviglie di Aladino
- 1965 - That Funny Feeling
- 1968 - The Donald O'Connor Show (televisieserie)
- 1981 - Ragtime
- 1982 - Pandemonium
- 1983 - Alice in Wonderland (televisie)
- 1985 - Alice in Wonderland (televisie)
- 1987 - A Time to Remember
- 1992 - Toys
- 1994 - Bandit: Bandit's Silver Angel (televisie)
- 1996 - Father Frost
- 1997 - Out to Sea